# Toujours artiste
Pour plus de détails, voir Fiche technique et Distribution.
Toujours artiste est un film documentaire québécois réalisé par Nathalie Ducharme sur la vie de quatre vedettes québécoises, produit par la société Médias Big Deal Productions, sorti en 2015.

## Fiche technique
- Titre français : Toujours artiste
- Réalisation : Nathalie Ducharme
- Scénario : Nathalie Ducharme
- Recherchistes : Laurence Tellier-Brunelle, Ève Christin-Cuerrier, Nathalie Ducharme
- Directeur de la photographie : Antoine Desjardins
- Caméraman: David Marescot, Stéphane Menghi, Nathalie Ducharme
- Son : Éric Roy, Pascal Van StryDonck, Stéphane Poulin
- Assistante-réalisatrice : Laurence Tellier-Brunelle, Véronique Charbonneau
- Assistant de production : Michel Lévesque
- Montage : Mireille Lacasse
- Assistant monteur : Marc Galarneau, Franck Le Coroller, Anne Sophie Ouellet, Frédéric Ouellet, Pier-Yvon Lefebvre.
- Monteur en ligne : Serge Sirois
- Infographiste : Pierre-Luc Rioux
- Enregistrement narration : Charles Théoret
- Narratrice : Brigitte Poupard
- Montage sonore : Ronny Cabal Martinez
- Mixeur : Pierre-Olivier Grimard
- Comptabilité de production : Nancy Larue, Vicky Boisvert
- Avis juridiques : Me Caroline Benoit
- Coordonnatrice de production : Laurence Tellier-Brunelle
- Productrice déléguée : Isabelle Fortier
- Productrice exécutive : Nathalie Ducharme (Médias Big Deal Productions)
- Société de production : Médias Big Deal Productions
- Maisons de services : PMT, Studio Harmonie, Vidéo Services
- Société de diffusion : Canal D. Directrice des productions originales : Sylvie de Bellefeuille
- Produit avec la participation financière de : CMF-FMC, Crédits d'impôt Cinéma et Télévision (Québec), Crédit d'impôt pour production cinématographique ou magnétoscopique canadienne (Canada)
- Pays d’origine :  Canada
- Langue originale : français
- Format : couleur
- Genre : Film documentaire
- Lieux de tournage : Montréal
- Durée : 46 minutes
- Date de sortie au  Canada
  - 13 décembre 2015 : Canal D
  - 12 mars 2016 et 19 mars 2016 : Place des Arts de Montréal dans le cadre du Festival international du film sur l'art
  - 3 novembre 2015 : Théâtre du cuivre de Rouyn-Noranda dans le cadre du 34e Festival du cinéma international en Abitibi-Témiscamingue

## Distribution
- René Caron
- Murielle Millard
- Jocelyn Paul
- Claude Steben
- Roger Sylvain
- Kim Yaroshevskaya